# Soy Latino
Soy Latino (também conhecido como Soy) é o décimo primeiro álbum de estúdio do cantor e produtor brasileiro Latino, lançado em 25 de novembro de 2015 pelo selo da Sony Music.
Tendo como sonoridade principal o pop latino e bachata, Soy Latino engloba uma variedade de gêneros, incluindo electro, sertanejo, brega, dance-pop, além de interpolações do reggaeton no remix da faixa "Todo Seu". A produção ficou por conta do próprio, junto com o cantor e produtor Well Assis, DJ Cuca e disc jockey Mister Jam na faixa "Slave 4 You" e no remix de "Todo Seu".
Para promover o álbum, a faixa "Todo Seu" foi escolhida como primeiro single, "carro-chefe". A música contém a participação do cantor pernambucano Well Assis, que assina a composição ao lado de Latino. Foi lançado também um clipe para divulgação da canção, gravado em São Paulo, o clipe traz também a participação da modelo e apresentadora Mari Gonzalez.

## Antecedentes e produção
Em outubro de 2014, pouco antes do lançamento do seu décimo álbum de estúdio James Bom de Cama, Latino anunciou que já estava começando a elaborar o seu próximo disco, afirmando o seguinte: "Eu já estou em uma época totalmente diferente [da minha vida] da qual estava quando eu terminei [James Bom de Cama]". O artista declarou também que começou a sentir-se "desconectado" em função de sua carreira musical e por isso "precisava de algo novo e diferente para trabalhar".
Em 2016 durante uma entrevista promocional para promover Soy Latino, quando perguntado sobre o ritmo latino no novo projeto o cantor afirmou: “Sempre gostei. Na época em que morei nos Estados Unidos, eu convivia muito com latinos, ouvindo merengue, salsa. Sempre tive isso muito incorporado no meu trabalho. Esse é o disco que mais representa a minha musicalidade”, explica, ao definir que, neste álbum, finalmente abraça o gosto musical que lhe deu origem ao seu nome. 
Sobre a resistência do brasileiro ao rótulo de "Latino" e a musicalidade, Latino terminou dizendo: “Na minha cabeça, a música latina não funcionava no Brasil porque as pessoas não souberam fazer. Não trouxeram temas polêmicos e bons. É preciso popularizar as letras e trazer também a "sofrência brasileira". Foi o que eu fiz”, afirma. Em entrevista ao portal R7 a cantor disse: “Esse é o disco mais ousado de minha vida. Fiz um disco com a "sofrência brasileira" e com as tendências latinas que estão rolando pelo mundo. É um papo nacional cadenciado por temas dramáticos como são as bachatas no mundo inteiro. Tô cantando a sofrência nacional com música latina.”
Ao portal Sucesso! Latino contou: “Fiz um CD que prioriza justamente a bachata. Mas ele vai além. Aliás, a música latina vai além, com várias cadências diferentes, como reggaeton e o zouk, por exemplo”, explica o cantor.
Em julho de 2015 o cantor performou a faixa "Uivando Que Nem Cachorro" no Programa do Jô da Rede Globo, onde o mesmo revelou sobre o álbum [ainda ser lançado]: “É uma produção de Latino para latinos. Os ritmos são latinos, mas sem perder nosso jeitinho brasileiro, nossa essência. Eu quis trazer para cá porque combina com minha irreverência e ousadia”.
A primeira parte do disco contendo as faixas "Thaís", "Uivando Que Nem Cachorro", "Congela-Amor" e "Seu Olhar Me Chama" foram gravadas no primeiro semestre de 2014, tendo a finalização com toda "track-list" completa em 2015, as gravações do álbum ocorreram nos estúdios K. Records Studios e Midas Studios em São Paulo, sendo produzido pelo próprio, junto com o cantor e produtor pernambucano Well Assis e o DJ Cuca. Musicalmente o álbum passeia por gêneros como o pop latino, reggaeton, brega e bachata, gênero surgido na República Dominicana.

## Processo de composição
As músicas em geral, são crônicas sobre personagens, abordando temas como sexo, alcoolismo, infidelidade, lucidez e religião. “Algumas têm a ver comigo e meu passado. Outras, ouvi de meus amigos e de pessoas que me abordam ou me mandam mensagens contando...”, revela o cantor. Foram cerca de dois anos compondo as faixas e mostrando para os executivos até chegar ao repertório final.
A faixa “Congela-Amor”, foi feita logo após a separação com a cantora Kelly Key, em meados de 2002, que estava "guardada no baú" do cantor. “Compus lá atrás e agora, que tô desencanado, coloquei pra fora. É uma história boa, muita gente deve estar vivendo essa situação de desespero ao perder um amor”, conta Latino. “Na época, talvez fosse me machucar muito, ela estava prestes a se casar com outro cara. Eu estava sofrendo tanto, chorando tanto, então essa música fala exatamente isso. E tem uma situação engraçada, inusitada, eu estava sofrendo por amor e fiquei preso dentro do freezer da casa da minha mãe. Usei isso na letra.”

“Fiquei dois anos consecutivos analisando de que forma eles compõem. As canções são dramáticas, é tudo história pessoal. Mas em geral as músicas têm 6 ou 7 minutos, e aqui fizemos com 3, 4. Virou uma bachata brasuca!”

Latino descrevendo a transição artística que experimentou durante a produção do álbum.
A faixa que abre o álbum é um clássico na carreira de Latino: música com nome de mulher, "Thaís". Composta em parceria com o Well, fala de um homem que vê sua amada com outro e finalmente dá valor a ela. “O cara fica numa fissura: ele liga, ela não atende. Ele começa a imaginar o cara com a mulher que ele ainda ama. A faixa fala desse sentimento de perda”, explica. “E é muito verídica, aconteceu com um amigo meu. Ele nem sabe que virou e foi parar no meu disco. Quando souber, vai ter um treco”, diverte-se. A faixa "Felina", a segunda faixa do álbum, fala sobre uma mulher com um alter-ego de gata que está com um cara, mas não consegue disfarçar que tem outro na jogada. “Você está saindo com ela e sabe que ela tem uma parada fora, você sente, por ela mexer sempre no telefone, estar com o pensamento longe. Eu tive uma namorada com quem vivi uma situação parecida”, admite Latino. Já "Panelinha de Pressão" é a faixa mais polêmica: trata de dois homens casados que se encontram às escondidas. “Só quem vive a nossa vida poderá nos julgar”, diz a letra, inspirada em uma história contada há Latino. "Uivando Que Nem Cachorro" dá o toque sertanejo ao trabalho, produzida por Reinaldo Barriga, a faixa é considerada uma bachata com encontro entre o ritmo nacional e ao sons latinos. Uma bachata sertaneja, define Latino. "Seu Olhar Me Chama" tem letra sensual: “Que tal eu e você depois na cama/que tal eu e você entrando em chamas?”, propõe o refrão. 
"Sala VIP" foi outra história que chegou ao cantor, sendo essa através do Twitter, a letra aborda enquanto ele [personagem] aguardava um voo no aeroporto e contou o drama que tinha vivido. “Ele conhece essa menina, perde o voo, fica com ela, começa a namorar e então descobre que é irmã dele por parte de pai”, descreve. A terceira faixa baseada em relatos de fãs é "Julgo Desigual", sobre um homem que vê a mulher se afastar por conta de sua religião. “Ela colocou a fé acima do relacionamento e isso traz conflitos, principalmente sexuais”, explica Latino.
Os remixes fecham o disco, "Pra Lavar" e "Fala Com Meu Umbigo" dão um break no tom romântico do álbum com pegadas de reggaeton, electropop e dance-pop, estilo no qual o artista já tinha feito em músicas de discos anteriores (como "Amigo Fura-Olho", "Festa no Apê" e "Maria Gasolina"), "Todo Seu" também ganhou versão remix com "funk latino", "Slave 4 You" em inglês, traz o famoso refrão da música de Dorival Caymmi e tem o DJ brasileiro Mister Jam como produtor.

## Crítica
A repórter e blogueira Adriana Izel do Correio Braziliense disse: “Nele [Soy Latino] ele incorpora o ritmo em suas canções, apesar de manter um formato todo brasileiro nas letras das músicas, ao cantar o que ele chama de cotidiano do povo”. Letícia Saraiva do portal Sucesso! comentou: “Com o lançamento desse [Soy Latino], o cantor abre os braços para gêneros musicais muito presentes nas paradas pop dos nossos vizinhos, mas que não costumam ter o mesmo desempenho no Brasil. A não ser que sejam associados a algum ritmo brasileiro!”. A repórter e produtora Carolina Caldas do Gshow disse: “Latino aponta uma grande diferença entre seu novo disco e os trabalhos anteriores. Dessa vez, suas músicas são direcionadas para um público mais velho...”.

## Singles
"Todo Seu" foi o primeiro single do álbum, lançado em 12 de novembro de 2015 junto com o clipe, conta com a participação do cantor e produtor Well, que assina a composição ao lado de Latino. Comercialmente a canção foi bem nas paradas chegando a ficar na 6ª posição da Billboard Brasil na parada Brasil Hot 100 Airplay após um mês de lançamento. O clipe musical para a divulgação foi gravado em julho de 2015 em São Paulo. O vídeo foi postado na plataforma de compartilhamento de vídeos YouTube, no canal oficial do artista, e conta com mais de 1 milhão visualizações sendo o clipe de Latino que chegou mais rápido a essa marca.

## Lista de faixas
Todas as faixas exceto "Slave 4 You" são de autoria de Latino, seja sozinho ou em parceria. O alinhamento abaixo está organizada de acordo com o encarte do álbum.
| Edição padrão  |                                     |                                   |                  |         |  |
| N.º            | Título                              | Compositor(es)                    | Produtor(es)     | Duração |  |
| 1.             | "Thaís"                             | Roberto de Souza Rocha Well Assis | Assis            | 3:22    |  |
| 2.             | "Felina"                            | Rocha Assis                       | Assis            | 3:02    |  |
| 3.             | "Congela-Amor"                      | Rocha                             | Assis            | 2:50    |  |
| 4.             | "Todo Seu"                          | Rocha Assis                       | Assis DJ Cuca    | 3:38    |  |
| 5.             | "Panelinha de Pressão"              | Rocha                             | Rocha DJ Cuca    | 3:02    |  |
| 6.             | "Uivando Que Nem Cachorro"          | Rocha                             | Reinaldo Barriga | 3:59    |  |
| 7.             | "Seu Olhar Me Chama"                | Rocha Assis                       | Barriga          | 3:46    |  |
| 8.             | "Sala Vip"                          | Rocha Barriga Assis               | Barriga          | 3:46    |  |
| 9.             | "Julgo Desigual"                    | Rocha Assis                       | Rocha Assis      | 3:25    |  |
| 10.            | "Pra Lavar (Remix)"                 | Rocha                             | Rocha DJ Cuca    | 3:34    |  |
| 11.            | "Fala Com Meu Umbigo"               | Rocha Assis DJ Cuca               | Rocha DJ Cuca    | 3:07    |  |
| 12.            | "Slave 4 You" (com Mister Jam)      | Fabio Almeida                     | Mister Jam       | 3:46    |  |
| 13.            | "Todo Seu (Remix)" (com Well Assis) | Rocha Assis                       | Mister Jam       | 4:09    |  |
| Duração total: | Duração total:                      | Duração total:                    | Duração total:   | 45:00   |  |

## Créditos
Todo o processo de elaboração de Soy Latino atribui os seguintes créditos:
Locais de gravação